# Delphos (Kansas)
Delphos es una ciudad ubicada en el de condado de Ottawa en el estado estadounidense de Kansas. En el año 2010 tenía una población de 359 habitantes y una densidad poblacional de 224,38 personas por km².

## Geografía
Delphos se encuentra ubicada en las coordenadas 39°16′29″N 97°45′59″O / 39.27472, -97.76639 (39.274770, -97.766377).

## Demografía
Según la Oficina del Censo en 2000 los ingresos medios por hogar en la localidad eran de $31,563 y los ingresos medios por familia eran $39,038. Los hombres tenían unos ingresos medios de $27,292 frente a los $18,438 para las mujeres. La renta per cápita para la localidad era de $14,801. Alrededor del 9.6% de la población estaban por debajo del umbral de pobreza.